# Meteor Garden
Meteor Garden (chinês tradicional: 流星花園, pinyin: Liúxīng Huāyuán) é uma série de televisão taiwanese exibida pela CTS em 2001, estrelado por Barbie Hsu, Jerry Yan, Vic Zhou, Vanness Wu e Ken Chu.

## Elenco
- Barbie Hsu

- Jerry Yan
- Vic Zhou
- Vanness Wu
- Ken Chu

## Exibição
| País      | Canal                 | Ano  |
| --------- | --------------------- | ---- |
| Taiwan    | CTS                   | 2001 |
| Indonésia | Indosiar              |      |
| Indonésia | Trans TV              |      |
| Indonésia | Trans7                |      |
| Indonésia | B Channel             |      |
| Filipinas | ABS-CBN               | 2003 |
| Filipinas | ABS-CBN               | 2005 |
| Filipinas | ABS-CBN               | 2014 |
| Filipinas | GMA Network           | 2007 |
| Filipinas | Q (agora GMA News TV) | 2008 |
| Filipinas | Jeepney TV            | 2014 |
| Hong Kong | ATV World             |      |
| Hong Kong | TVB Pearl             |      |
| Singapura | MediaCorp Channel 8   |      |
| China     | Xing Kong             |      |
| Japão     | Tokyo MX              | 2002 |
| Japão     | TV Tokyo              | 2003 |
| Japão     | TBS                   | 2006 |

## Trilha sonora
1. "Love of My Life" (道明寺傷心之歌) - Queen
2. "Can't Help Falling in You" (情非得已 (Qing Fei De Yi)) - Harlem Yu
3. "Perfect Moment" (杉菜與花澤類之歌) - Martine McCutcheon
4. "And I Love You So" (花澤類的成全) - Don McLean
5. "I Honestly Love You" (告白) - Olivia Newton-John
6. "When You're In Love With A Beautiful Woman" (道明寺的初戀進行曲) - Dr Hook
7. "Loving You" (西門的約會) - Minnie Ripperton
8. "Never Surrender" (我是雜草杉菜) - Corey Hart
9. "Almost Over You" (BYE BYE! 花澤類) - Sheena Easton
10. "Settling" (杉菜的傷心之歌) - Tara MacLean
11. "I'll Never Fall in Love Again" (分手) - Emma
12. "流星項鍊" (鄭鈞╱流星)
13. "The Love You Want" (你要的愛) - Penny Tai